# Ортакьой джамия
Ортакьой джамия (на турски: Ortaköy Camii) или Голяма джамия Меджидийе (на турски: Büyük Mecidiye Camii) в Бешикташ, Истанбул, Турция, е джамия, разположена на брега на Ортакьойския кейов площад, едно от най-популярните места на Босфора. Поръчана е от османския султан Абдул Меджид I и строителството е завършено около 1854 или 1856 г.
Тази структура е символ на квартал Ортакьой, тъй като има отличителна гледка към протока Босфор в Истанбул и Босфорския мост. Джамията се вижда от круизи по Босфора и фериботи.

## История
На мястото на днешната джамия Ортакьой преди това е имало малка джамия, построена през 1720 г. и разрушена по време на въстанието на Патрона Халил през 1731 г. Сегашната джамия е поръчана от османския султан Абдулмеджид I и е построена или завършена около 1854 или 1856 г. (точните дати на строителството варират в различните научни източници). Нейните архитекти са арменците баща и син Гарабет Балян и Никос Балян, които са работили като екип и които също проектират близкия дворец Долмабахче и джамията Долмабахче през 1853–1855 г.
Единичният купол на джамията първоначално е изграден от тухли. Въпреки това куполът образува пукнатини през цялото време и е готов да се срути, така че нов купол е реконструиран с помощта на бетон. През 1894 г. има земетресение, което уврежда джамията, а също така претърпява лек пожар през 1984 г. По този начин структурата е претърпяла редица ремонтни и реставрационни дейности по това време. Днес тя е в добра форма.

## Архитектура
Както при другите им проекти в Истанбул, Балян проектират джамията в смесен или еклектичен стил, включващ съвременни европейски възрожденски тенденции като неокласически, заедно с някои детайли и цялостни дизайнерски елементи, извлечени от по-ранния османски бароков стил. Въпреки това, тя се отличава от другите джамии от периода с особено богато украсената си каменна украса.
Сградата се състои от двуетажен императорски апартамент за султана, който има U-образен план и основна молитвена зала за джамията, която има квадратен план, покрит с един купол. Фасадите с вградени колони са украсени с резбовани каменни релефи, придаващи на джамията „динамичен облик“. Има два реда прозорци, които осигуряват осветление на джамията. Реконструираният купол е изграден от бетон, докато камъкът е използван за изграждането на двете тънки минарета. Минаретата имат балкони, наподобяващи коринтски капители.
Джамията е малка в сравнение с други джамии от другата страна на Златния рог. По отношение на вътрешното пространство, то е скромно по мащаб, но вътрешността е просторна и има широки, високи прозорци, които пречупват отражението му във водата, както и позволяват дневна светлина. Материали като мрамор и порфир са използвани за изграждането на михраб и минбар. Вътрешността на купола е украсена със стенописи Trompe-l'œil, които за първи път са въведени в османската архитектура по време на управлението на Абдул Меджид I. Картините trompe-l'œil тук включват изображения на подобни на ниши прозорци със завеси, както и редици михраби, изпълнени в неоренесансов стил, като същевременно включват елементи от традиционната ислямска архитектура и декорация в този стил. Интериорът на джамията включва и няколко панела с калиграфия, изпълнени от самия Абдул Меджид I, тъй като той е бил калиграф, както и султан.
- Екстериор, с императорските апартаменти (вляво) и куполната молитвена зала (вдясно)
- Предна фасада и вход
- Детайл от минаретата
- Интериор на джамията
- Михраб на джамията
- Минбар на джамията